# Viktor Lőrincz
Viktor Lőrincz (Cegléd, 28 de abril de 1990) é um lutador de estilo greco-romana húngaro, medalhista olímpico.

## Carreira
Lőrincz esteve nos Jogos Olímpicos de Verão de 2020 em Tóquio, onde participou do confronto de peso médio, conquistando a medalha de prata após disputa contra o ucraniano Zhan Beleniuk.